# 張偉民 (導盲犬導師)
張偉民，是香港導盲犬導師，香港導盲犬服務中心創辦人及現任主席，在香港積極推展導盲犬服務。

## 生平
張偉民出生於香港。在1990年移居紐西蘭，曾參觀過該國的唯一一所導盲犬學校。2005年，他獲導盲犬訓練員資格，2009年至澳洲考獲導盲犬導師之資格。
張偉民於2010年回到香港開展導盲犬服務，香港首隻導盲犬「Google」即是他負責訓練的。2011年，張偉民因理念不合而從香港導盲犬協會請辭；並在2012年創立香港導盲犬服務中心，成立初期由他本人訓練「Google」和「Iris」，其妻黃綺華則至台灣導盲犬協會受訓兩個月。香港導盲犬服務中心終於2015年培育出了香港第一胎本土導盲犬。

## 榮譽
- 2013年，獲選感動香港的十大感動人物[2]。
- 2017年，獲第七屆香港傑出義工獎[8][3]。

## 外部連結
- 【非常人物生活雜誌】張偉民 & 導盲犬
- 香港導盲犬服務中心官網 （页面存档备份，存于）